# Grammoptera grammopteroides
Grammoptera grammopteroides là một loài bọ cánh cứng trong họ Cerambycidae.